# Bac d'Alassalmi
Le bac d'Alassalmi est un bac à câble assurant la traversée entre l'île de Manamansalo et la côte, sur le lac Oulu, en Finlande.

## Localisation
Le bac relie la côte sud-ouest de l'île de Manamansalo à l'ouest du lac Oulu, sur la commune de Vaala dans le centre de la Finlande.
La traversée est longue de 770 m. Elle est empruntée par la route 8820.

## Caractéristiques
Le bateau actuellement utilisé a été conçu par la société Parkano en 1971. Avec une plate-forme de 35 m de long sur 6,3 m de large, Il peut transborder 21 voitures de passagers, pour une charge maximale de 60 t. Il pèse 120 t et possède 4,8 m de tirant d'eau. Il est exploité par FinFerries.

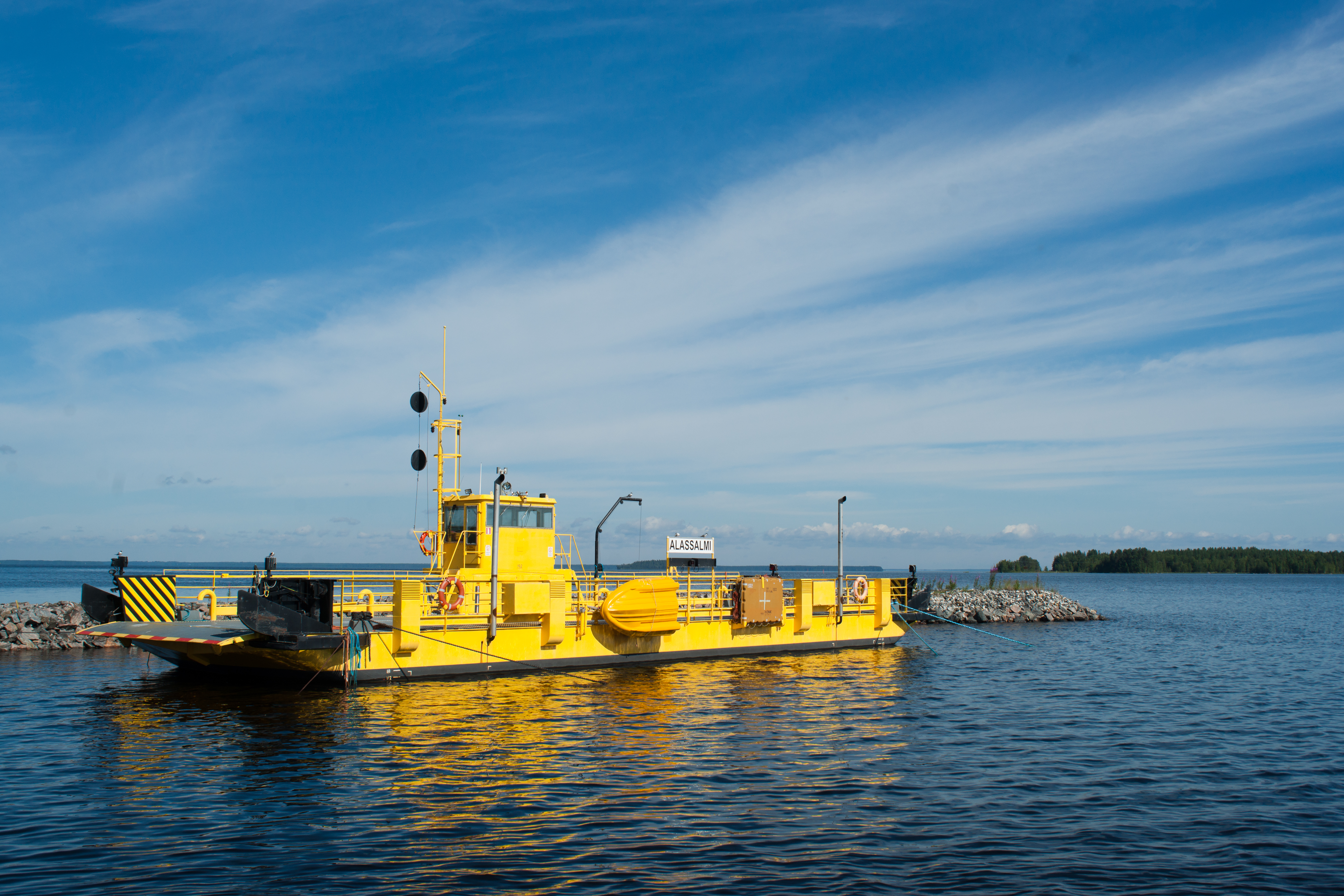
Le bac à Alassalmi.